# 自由寫作
自由寫作（英語：Free writing），一種寫作的構思技巧。一個人連續書寫一段文字，而不在乎拼字、文法或者主題，就稱之為自由寫作。通常不夠完美，也不是實用的材料，但幫助作者克服冷漠與自我批評的障礙。主要被一些散文作家與老師使用。有些作者應用這個技巧收集最初的想法，和主題相關的概念，通常是正式寫作的準備。自由寫作和自動寫作（Automatic writing）不同。
不像腦力激盪一樣只是單純列出想法，在自由寫作中寫的是一個句子、甚至是一個段落，以陳述想法。

## 技巧
這個技巧牽涉到連續書寫，通常寫一段事先預定好的時間長度（通常是5、10或15分鐘）。作者不管拼字、文法，也不修改，就是寫。如果作者寫到一半覺得想不到什麼可以寫了，就寫「我想不到什麼可以寫」，直到出現下一個想法為止。作者不用管主題，只讓思維自然流過。
有時候，作者也可以設定自由書寫的主題，以選定的主題來組織想法。從這個主題向外擴展，想法可能脫離原本的主題，出現更形而上的想法。這個技巧可幫助作者在正式寫作前，更深入發掘主題。
自由寫作經常是作者的每日例行功課。寫作課程的教授也經常要求學生每天做這個練習。

## 定義
自由寫作基於一種假設，當每個人都有話想說且可以說出口時，心靈可能會被冷漠、自我批評、憤慨、截稿日的焦慮、失敗與責備的害怕或其他形式而阻礙。接受自由寫作概念的作者可以有足夠的氣勢將重重難關化為助力，這個概念的輪廓由一些寫作老師例如路易·丹拉普、彼得、艾保與娜妲莉·高柏構築而成。
自由寫作是有關放鬆與重新刺激的思考過程，與一個學生或作家的成果與表現無關。

## 教育應用
自由寫作通常側重於自我表達，且經常使用在教導小學學童。這種技巧被普遍接受。

## 規則
以下列出供初學者或學生參考的自由寫作技巧，出自Natalie Goldberg的《Rules for Free Writing》。
- 設定時間，寫1、10或20分鐘，然後停止。
- 在時間停止前，手要一直保持書寫。不要停頓，不要盯著空白，不要回頭讀前面寫出的東西。儘量寫快，但也不要寫太急。
- 不要管文法、拼字、停頓、美觀、風格。沒有人會看到你寫了什麼。你寫出的正確性和品質並不重要，重要的是你在寫。
- 如果你在寫時覺得無聊或不舒服，問自己是什麼在干擾你，然後寫下來。
- 時間到了之後，看一遍你寫了什麼，其中可能包含一些寫作點子，把它標出來。這些點子可以在下一次自由寫作時繼續發展。

## 關連條目
- 娜妲莉·高柏

## 腳註
1. ↑  Cole, A.L. . Brock Education. 2001, 13 (1): 1–13  [2008-04-26]. （原始内容存档于2010年10月30日）.
2. ↑  Robinson, L. . 1967.
3. ↑  Ross, J.; Robinson, Lois. . TESOL Quarterly. 1967, 1 (2): 58–60  [2008-04-26]. doi:10.2307/3585756.
4. ↑  Klingman, A. . Journal of School Psychology. 1985, 23 (2): 167–75  [2008-04-26]. doi:10.1016/0022-4405(85)90007-X. （原始内容存档于2019-12-13）.

## 外部連結
- nataliegoldberg.com （页面存档备份，存于）（英文）
- Writing Down the Bones by Natalie Goldberg, An On Writing Reader's Treasury Review by Bobby Matherne （页面存档备份，存于）（英文）